# Imad Khalili
Imad Khalili (Helsingborg 3 april 1987) is een Zweedse profvoetballer van Palestijnse afkomst die voor Hammarby IF in de Zweedse competitie speelt als aanvallende middenvelder.

## Clubcarrière
Vanaf 2005 maakte Imad deel uit van het eerste team van Helsingborgs IF, maar na twee jaar van weinig speelminuten werd hij eerst verhuurd aan het Deense Randers FC in 2006 en daarna in 2007 aan het in het lagere divisie spelende in Zweden Bunkeflo IF. Hij trok daarna de aandacht van de pas gepromoveerde club IFK Norrköping, waar hij in november 2007 tekende. Hij speelde daar tussen 2008-2013 101 wedstrijden en maakte 29 goals. In juli 2013 werd hij door zijn oude club Helsingborgs IF weer terug gekocht en werd aan het einde van het Allsvenskan 2013 seizoen topscorer in de competitie met 15 goals.
Tijdens de winter van 2014 werd Khalili verhuurd aan het Saoudische Al Shabab voor circa 1 miljoen SEK voor een 6 maanden huur periode. Vlak voor het beginnen van de Zweedse competitie werd Khalili verkocht aan het Chineese Shanghai Dongya.
In juli 2015 keerde Khalili weer terug naar de Zweedse Allsvenskan bij Hammarby IF.

## Erelijst
Helsingborgs IF
- Topscorer Allsvenskan

2013 (15 goals)